# Kiyozō Kazama
Pour les articles homonymes, voir Kazama.
Kiyozō Kazama (風間 喜代三, Kazama Kiyozō), né le 9 décembre 1928 à Tokyo, est un professeur japonais de linguistique comparée, spécialiste du latin et du grec ancien et professeur émérite à l'université de Tokyo. Il étudie la grammaire comparée auprès de Kōzu Harushige au département de linguistique de l'université de Tokyo dont il est diplômé en 1952. Il part étudier à l'étranger grâce à une bourse d'études à l'université de Vienne puis rentre pour être nommé professeur assistant puis titulaire à son alma mater. Il soutient son doctorat en septembre 1978 sur la parenté terminologique dans les langues indo-européennes. Après sa retraite; il enseigne à l'université Hōsei. Il est l'un des plus grands spécialistes du Japon des études indo-européennes, avec un intérêt particulier pour l'étymologie.

## Publications
- Gengogaku no tanjō: hikaku gengogaku shoshi, Iwanami Shoten, Tokyo 1978[1]
- Kotoba no seikatsushi、Heibonsha, Tokyo 1987
- Kotoba no shintaishi, Heibonsha, Tokyo 1990
- In’ōgo no kokyō o saguru, Iwanami Shinsho, Tokyo 1995
- Girishago to ratengo Sanseidō, Tokyo 1998
- Ratengo. Sono katachi to kokoro, Sanseidō, Tokyo 2005